# Deer Island (Gambia)
Deer Island är en ö i Gambia. Den ligger i regionen Central River, i den östra delen av landet i Gambiafloden. Ön är främst täckt av skog.